# Grand Prix Formule 1 van Europa 2002

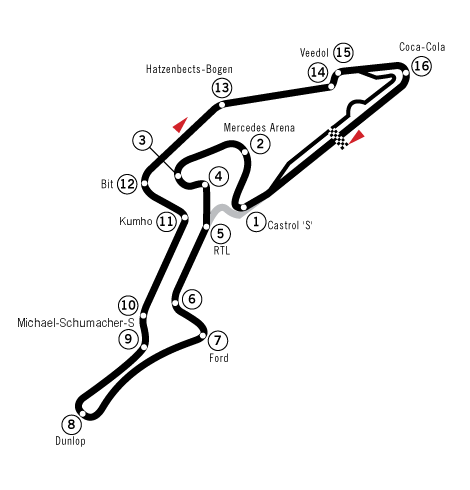
Circuitplan Nürburgring

De Grand Prix Formule 1 van Europa 2002 werd gehouden op 23 juni op de Nürburgring in Nürburg.

## Uitslag
| Positie | Nummer | Rijder                | Team               | Ronden | Tijd/Opgave     | Startplaats | Punten |
| ------- | ------ | --------------------- | ------------------ | ------ | --------------- | ----------- | ------ |
| 1       | 2      | Rubens Barrichello    | Scuderia Ferrari   | 60     | 1:35:07.426     | 4           | 10     |
| 2       | 1      | Michael Schumacher    | Scuderia Ferrari   | 60     | +0.294          | 3           | 6      |
| 3       | 4      | Kimi Räikkönen        | McLaren - Mercedes | 60     | +46.435         | 6           | 4      |
| 4       | 5      | Ralf Schumacher       | Williams-BMW       | 60     | +1:06.963       | 2           | 3      |
| 5       | 15     | Jenson Button         | Renault            | 60     | +1:16.944       | 8           | 2      |
| 6       | 8      | Felipe Massa          | Sauber - Petronas  | 59     | +1 Ronde        | 11          | 1      |
| 7       | 7      | Nick Heidfeld         | Sauber - Petronas  | 59     | +1 Ronde        | 9           |        |
| 8       | 14     | Jarno Trulli          | Renault            | 59     | +1 Ronde        | 7           |        |
| 9       | 12     | Olivier Panis         | BAR-Honda          | 59     | +1 Ronde        | 12          |        |
| 10      | 17     | Pedro de la Rosa      | Jaguar Racing      | 59     | +1 Ronde        | 16          |        |
| 11      | 21     | Enrique Bernoldi      | Arrows - Cosworth  | 59     | +1 Ronde        | 21          |        |
| 12      | 11     | Jacques Villeneuve    | BAR-Honda          | 59     | +1 Ronde        | 19          |        |
| 13      | 20     | Heinz-Harald Frentzen | Arrows - Cosworth  | 59     | +1 Ronde        | 15          |        |
| 14      | 25     | Allan McNish          | Toyota             | 59     | +1 Ronde        | 13          |        |
| 15      | 23     | Mark Webber           | Minardi            | 58     | +2 Rondes       | 20          |        |
| 16      | 10     | Takuma Sato           | Jordan-Honda       | 58     | +2 Rondes       | 14          |        |
| Ret     | 24     | Mika Salo             | Toyota             | 51     | Versnellingsbak | 10          |        |
| Ret     | 22     | Alex Yoong            | Minardi            | 48     | Hydrauliek      | 22          |        |
| Ret     | 16     | Eddie Irvine          | Jaguar Racing      | 41     | Hydrauliek      | 17          |        |
| Ret     | 6      | Juan Pablo Montoya    | Williams-BMW       | 27     | Botsing         | 1           |        |
| Ret     | 3      | David Coulthard       | McLaren - Mercedes | 27     | Botsing         | 5           |        |
| Ret     | 9      | Giancarlo Fisichella  | Jordan-Honda       | 26     | Ongeluk         | 18          |        |

## Statistieken
| Snelste ronde | Michael Schumacher | Scuderia Ferrari | 1:32.226 |

## Noot
- Dit was de tiende Grand Prix-start voor een Maleisische coureur.
- Honderdste Grand Prix-start voor Giancarlo Fisichella. Hiermee was Fisichella de vijftigste coureur die minstens 100 Grands Prix had gereden.

Als eretitel: 1923 (Italië) · 1924 (Frankrijk) · 1925 (België) · 1926 (San Sebastián) · 1927 (Italië) · 1928 (Italië) · 1930 (België) · 1947 (België) · 1948 (Zwitserland) · 1949 (Italië) · 1950 (Groot-Brittannië) · 1951 (Frankrijk) · 1952 (België) · 1954 (Duitsland) · 1955 (Monaco) · 1956 (Italië) · 1957 (Groot-Brittannië) · 1958 (België) · 1959 (Frankrijk) · 1960 (Italië) · 1961 (Duitsland) · 1962 (Nederland) · 1963 (Monaco) · 1964 (Groot-Brittannië) · 1965 (België) · 1966 (Frankrijk) · 1967 (Italië) · 1968 (Duitsland) · 1972 (Groot-Brittannië) · 1973 (België) · 1974 (Duitsland) · 1975 (Oostenrijk) · 1976 (Nederland) · 1977 (Groot-Brittannië)
Als alleenstaande race: 1983 · 1984 · 1985 · 1993 · 1994 · 1995 · 1996 · 1997 · 1999 · 2000 · 2001 · 2002 · 2003 · 2004 · 2005 · 2006 · 2007 · 2008 · 2009 · 2010 · 2011 · 2012 · 2016